# Zalman Moishe HaYitzchaki
Shneur Zalman Moishe HaYitzchoki (colloquialmente noto come Reb Zalman Moishe; Nevel', 1872 – Safad, 3 febbraio 1952) è stato un rabbino, mistico e religioso russo, ebreo ortodosso naturalizzato israeliano, rinomato Mashpia e shochet ("macellaio rituale") del movimento religioso Chabad-Lubavitch, devoto seguace del Rebbe Rashab e del Rebbe Rayatz.

## Discepoli
Tra i più noti discepoli di Reb Zalman Moishe si annoverano Reb Menachem Mendel Futerfas, Reb Nissan Neminov e Reb Yoel Kahn.